# Kumail Nanjiani
Kumail Nanjiani (Carachi, 21 de fevereiro de 1978) é um ator, humorista e roteirista paquistanês-estadunidense. Tornou-se conhecido pelas séries Silicon Valley, Adventure Time, Franklin & Bash e Newsreaders e pelo filme The Big Sick, que lhe renderam indicações ao Critics' Choice Award e ao Emmy Award.

## Filmografia

### Cinema
| Ano  | Título                           | Papel                 |
| ---- | -------------------------------- | --------------------- |
| 2010 | Life as We Know It               | Simon                 |
| 2012 | The Five-Year Engagement         | chefe                 |
| 2013 | The Kings of Summer              | Gary                  |
| 2013 | Hell Baby                        | Cable                 |
| 2013 | Bad Milo                         | Bobbi                 |
| 2014 | The Last of the Great Romantics  | George                |
| 2014 | Sex Tape                         | Punit                 |
| 2015 | Loaded                           | Reza                  |
| 2015 | Hot Tub Time Machine 2           | Brad                  |
| 2015 | Addicted to Fresno               | Damon                 |
| 2015 | Hello, My Name Is Doris          | Nasir                 |
| 2015 | Hell and Back                    | Dave the Demon        |
| 2015 | Goosebumps                       |                       |
| 2016 | Central Intelligence             | Jared                 |
| 2016 | Mike and Dave Need Wedding Dates | Keanu                 |
| 2016 | Brother Nature                   | Riggleman             |
| 2016 | Flock of Dudes                   | Ro                    |
| 2016 | The Late Bloomer                 | Rich                  |
| 2017 | The Big Sick                     | Kumail                |
| 2017 | Fist Fight                       | Mehar                 |
| 2017 | The Lego Ninjago Movie           | Jay                   |
| 2017 | Funny: The Documentary           | ele mesmo             |
| 2019 | Stuber                           | Stu                   |
| 2020 | Dolittle                         | Plimpton, um avestruz |
| 2021 | Eternals                         | Kingo                 |
| 2023 | Migration                        | Mack (voz)            |
| 2024 | Ghostbusters: Frozen Empire      | Nadeem Razmaadi       |
| TBA  | Ella McCay                       |                       |

### Televisão
| Ano       | Título                             | Papel                         |
| --------- | ---------------------------------- | ----------------------------- |
| 2008      | Saturday Night Live                | Repórter                      |
| 2009      | The Colbert Report                 | Várias personagens            |
| 2009      | Michael & Michael Have Issues      | Kumail                        |
| 2010      | Ugly Americans                     | Neilando Patel                |
| 2011      | Traffic Light                      | Paul                          |
| 2011      | CollegeHumor Originals             | Vendor                        |
| 2011      | Googy                              | Dwayne                        |
| 2011      | Franklin & Bash                    | Pindar Singh                  |
| 2011      | Portlandia                         | Várias personagens            |
| 2012      | Adventure Time                     | Prismo                        |
| 2013–2015 | Newsreaders                        | Amir Larussa                  |
| 2013      | Burning Love                       | Zakir                         |
| 2013      | Veep                               | estatístico                   |
| 2013      | Drunk History                      | Lakota Chief                  |
| 2013      | Ghost Ghirls                       | Mr. Mattoo                    |
| 2014      | Silicon Valley                     | Dinesh Chugtai                |
| 2014      | Math Bites                         |                               |
| 2014      | The Pete Holmes Show               | Dhalsim                       |
| 2014      | The Meltdown with Jonah and Kumail | ele mesmo                     |
| 2014      | TripTank                           | Dick Genie                    |
| 2014      | Garfunkel and Oates                | Jordan                        |
| 2014      | Key and Peele                      | Colegial                      |
| 2014      | Bob's Burgers                      | Skip                          |
| 2014      | Community                          | Custodian Lapari              |
| 2015      | Broad City                         | Benny Calitri                 |
| 2015      | Archer                             | Farooq Ashkani                |
| 2015      | Inside Amy Schumer                 | Jurado                        |
| 2015      | Scheer-RL                          | Mariah Carey                  |
| 2015      | Penn Zero: Part-Time Hero          | Cuteling Mayor                |
| 2015      | Aqua Teen Hunger Force             | Frylock's bees (voz)          |
| 2015      | The Grinder                        | Procurador Leonard            |
| 2016      | The X-Files                        | Pasha                         |
| 2016      | Animals.                           | Rusty                         |
| 2016      | HarmonQuest                        | Eddie Lizard                  |
| 2017      | Saturday Night Live                | Ele mesmo                     |
| 2018      | RuPaul's Drag Race                 | Jurado                        |
| 2019      | The Twilight Zone                  | Samir Wassan                  |
| 2019–2021 | Bless the Harts                    | Jesus Cristo (voz)            |
| 2020      | Little America                     | Produtor executivo e escritor |
| 2020      | Kal Penn Approves This Message     | Ele mesmo                     |
| 2020      | Death to 2020                      | Bark Multiverse               |
| 2021      | Big Mouth                          | Ele mesmo (voz)               |
| 2022      | Murderville                        |                               |
| 2022      | The Simpsons                       | Theo (voz)                    |
| 2022      | The Boys Presents: Diabolical      | Vik                           |
| 2022      | Obi-Wan Kenobi                     | Haja Estree                   |
| 2022      | Bee and PuppyCat                   | Howell Wizard                 |
| 2022      | The Boys                           | Vik                           |
| 2022–2023 | Welcome to Chippendales            | Somen "Steve" Banerjee        |
| 2023      | History of the World, Part II      | Vatsiaiana                    |
| 2023      | The Eric Andre Show                | Ele mesmo                     |
| 2024      | Krapopolis                         | Spartan Army Leader           |

## Prêmios e Indicações
| Premiação                            | Ano  | Categoria                                                | Projeto                        | Resultado | Ref.  |
| ------------------------------------ | ---- | -------------------------------------------------------- | ------------------------------ | --------- | ----- |
| Oscar                                | 2018 | Melhor roteito original                                  | Doentes de Amor                | Indicado  | [ 5 ] |
| Film Independent Spirit              | 2018 | Best First Screenplay                                    | Doentes de Amor                | Venceu    | [ 5 ] |
| Imagen Awards                        | 2018 | Outstanding Writing in a Motion Picture                  | Doentes de Amor                | Indicado  | [ 5 ] |
| Online Film & Television Association | 2018 | Best Breakthrough Performance: Male                      | Doentes de Amor                | Indicado  | [ 5 ] |
| Online Film & Television Association | 2018 | Best Feature Debut                                       | Doentes de Amor                | Indicado  | [ 5 ] |
| Online Film & Television Association | 2018 | Best Writing, Screenplay Written Directly for the Screen | Doentes de Amor                | Indicado  | [ 5 ] |
| Critics' Choice Movie Awards         | 2018 | Melhor roteiro original                                  | Doentes de Amor                | Indicado  | [ 5 ] |
| Critics' Choice Movie Awards         | 2018 | Melhor ator em comédia                                   | Doentes de Amor                | Indicado  | [ 5 ] |
| Critics' Choice Television Awards    | 2018 | Melhor ator coadjuvante em série de comédia              | Silicon Valley                 | Indicado  | [ 5 ] |
| Emmy Award                           | 2019 | Melhor ator convidado em série de drama                  | Além da Imaginação             | Indicado  | [ 5 ] |
| Online Film & Television Association | 2019 | Best Guest Actor in a Drama Series                       | Além da Imaginação             | Indicado  | [ 5 ] |
| Film Independent Spirit Awards       | 2021 | Best New Scripted Series                                 | Little America                 | Indicado  | [ 5 ] |
| Image Awards                         | 2021 | Outstanding Writing in a Comedy Series                   | Little America                 | Indicado  | [ 5 ] |
| Emmy Award                           | 2023 | Melhor ator em minissérie ou telefilme                   | Bem-Vindos ao Clube da Sedução | Pendente  | [ 5 ] |